# Енергодар
Енергода́р — місто в Україні, адміністративний центр Енергодарської міської громади Василівського району Запорізької області. Розташоване на лівому березі колишнього Каховського водосховища Дніпра (у нижньому Придніпров'ї), за 120 км — від обласного центру Запоріжжя. Місто- супутник Запорізької АЕС. Площа території міста — 63,5 км².
Місто засноване 12 червня 1970 року з початком будівництва Запорізької ДРЕС. 1972 року отримало назву Енергодар. З 1981 року почалося будівництво Запорізької АЕС, яка нині є найбільшою в Європі і однією з найбільших у світі.
3 березня 2022 року Енергодар, у ході російського вторгнення в Україну,  тимчасово окупований російськими загарбниками.

## Історія
Історія Енергодара почалася з того, що 12 червня 1970 року було закладено перший гранітний камінь на одному з піщаних пагорбів на перехресті доріг при в'їзді до майбутнього міста. Це місце на піщаному півострові, на так званих Іванівських кучугурах, обрали для будівництва найбільшої в Україні Запорізької ДРЕС (нині — Запорізька ТЕС). Початок енергетичному комплексу поклало будівництво 4-х блоків потужністю по 300 тис. кВт кожний 1-ї черги і 3-х блоків потужністю по 800 тисяч 2-ї черги. Енергетичний потенціал становив 3600 тис. кВт і нині є одним з найбільших в Європі.

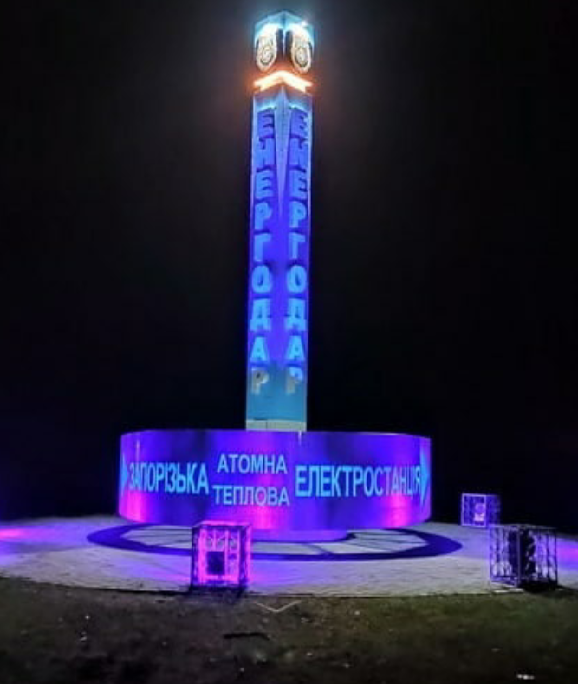
Стела на в'ізді до міста Енергодар

Першим мером міста Енергодар був Лохматов Микола Андрійович, який до того обіймав посаду секретаря Дніпровської сільської ради (сусіднього з містом села), пізніше він повернувся на попередню посаду.
Два роки місто не мало назви. Будувалася Запорізька ТЕС — зростало і селище. 23 листопада 1972 року селище енергетиків отримало назву Енергодар.
Комплексна забудова Енергодара поєднувалася з високими темпами будівництва ДРЕС. Одночасно з блоками станції виростали житлові квартали, дитячі садки, готель «Енергодар», Палац культури «Сучасник». Запорізька теплова електростанція виведена на повну потужність у вересні 1977 року.
14 серпня 1985 року селище Енергодар з 50-тисячним населенням отримало статус міста. Паралельно будівництву об'єктів промислового призначення збагачувалася інфраструктура міста. Швидко розросталися житлові квартали, щорічно більше тисячі сімей отримували ключі від нових квартир. У 1974 році завершилося будівництво лікарняного комплексу: лікарні, поліклініки та водогрязелікарні. У лісі було облаштовано парк культури і відпочинку. Наступними були побудовані готель «Енергодар» і Палац культури «Сучасник». Відкривалися просторі магазини, у яких реалізовували власну продукцію тепличні господарства, фабрика-кухня, рибне господарство, хлібозавод. Уведено в дію річковий порт, залізничний вокзал та автовокзал. Згодом було зведено будівлі ще п'яти середніх шкіл, дитячої художньої школи, розширилася мережа дитячих дошкільних закладів, а для організації дозвілля жителів — молодіжний центр, спортивний комплекс, плавальний басейн, художній виставковий зал. Для відпочинку та оздоровлення своїх працівників тепловою та атомною станціями зведено санаторії-профілакторії.

Житлова забудова міста Енергодар
Мерія Енергодара

Центром дозвілля стала набережна каналу з її оригінальним архітектурним вирішенням, чистим повітрям та об'єктами інфраструктури для відпочинку. Ідея створення Набережної отримала реальне втілення, коли знадобився ґрунт для підсипки четвертого і п'ятого мікрорайонів міста. Вода Каховського водосховища впритул підійшла до міста каналом, проритим земснарядами. Саме на цьому каналі й була побудована Набережна довжиною майже 2 км з численними кафе, виставковими залами, магазинами.

### Російське вторгнення в Україну (з 2022)
3 початку березня 2022 року Енергодар окупований російськими окупантами; з 1 по 3 березня мешканці міста не дають російським окупантам зайти у місто.
5 травня 2022 Запорізька ТЕС у місті припинила свою роботу через нестачу палива для неї. Після зупинки електростанції росіяни вдавалися до розграбування обладнання і апаратури ТЕС, що після звільнення Енергодару ускладнює повторний запуск Запорізької ТЕС.
22 травня 2022 року у під'їзді будинку №38 по вулиці Курчатова невідомими особами було підірвано проголошеного окупантами "мера" окупованого Енергодару Андрія Шевчика. Бомбу було закладено у електрощит всередині під'їзду. У результаті, під'їзд зазнав пошкоджень, а Шевчик лишився в живих і згодом вписався з лікарні у Криму. 
З липня 2022 року окупанти регулярно здійснюють обстріли міста різноманітними видами озброєння, скидуючи провину на ЗСУ.
22 серпня 2022 року російські окупанти підпалили ліс поблизу території Запорізької АЕС, через що місто і атомну станцію було знеструмлено.
1 вересня 2022 року окупанти з раннього ранку до початку дня обстрілювали місто з танків, гвинтокрилів, мінометів і гармат, а потім заявили, що знищували десант ЗСУ, що нібито висадився в місті.
19 жовтня 2022 року, вночі, російські окупанти здійснили обстріл Енергодару. В результаті обстрілу пошкоджена будівля виконавчого комітету Енергодарської міської ради та одна із підстанцій міста.
6 червня 2023 року, в результаті підриву окупантами Каховської ГЕС, водна інфраструктура міста сильно постраждала. Озера і канали міста сильно обміліли, а із за зникнення водосховища, клімат регіону почав сильно мінятися.
11 липня 2024 року російські окупанти підпалили сосновий ліс поблизу мікрорайону №6, упродовж кількох днів окупаційна влада майже не гасила пожежу, у результаті, лісовий масив було знищено.
11 серпня 2024 року російські окупанти підпалили у одній із градирень ЗАЕС автомобільні шини, у результаті чого з градирні виходив густий дим. Пожежа всередині градирні, що входить до інфраструктури Запорізької АЕС була черговою провокацією окупантів. 

## Населення

### Чисельність
- За даними перепису 1989 року мешкало 47 тис. осіб.
- За даними перепису 2001 року — 56 тис. осіб.

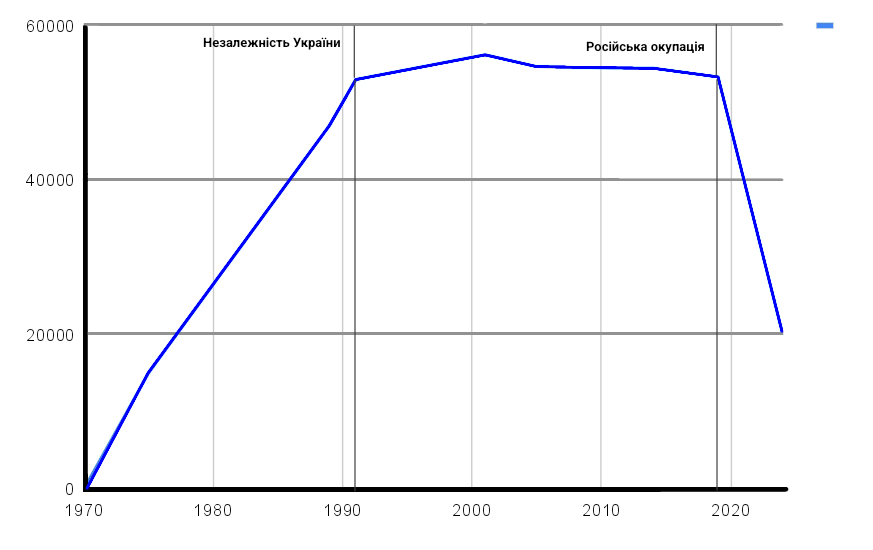
Графік чисельності населення Енергодару

- Станом на 2019 рік — 53 567 осіб.

### Національний склад
Національний склад населення за даними перепису 2001 року:
| Національність  | Відсоток |
| --------------- | -------- |
| українці        | 57,14%   |
| росіяни         | 39,83%   |
| білоруси        | 0,74%    |
| вірмени         | 0,19%    |
| болгари         | 0,34%    |
| татари          | 0,23%    |
| німці           | 0,17%    |
| азербайджанці   | 0,15%    |
| інші/не вказали | 1,21%    |

### Мовний склад
Рідна мова населення за даними перепису 2001 року:
| Мова            | Чисельність, осіб | Доля   |
| --------------- | ----------------- | ------ |
| Російська       | 34 660            | 61,70% |
| Українська      | 21 240            | 37,81% |
| Білоруська      | 57                | 0,10%  |
| Вірменська      | 37                | 0,07%  |
| Румунська       | 29                | 0,05%  |
| Болгарська      | 22                | 0,04%  |
| Інші/Не вказали | 135               | 0,83%  |
| Разом           | 56 180            | 100%   |

## Культура
У Енергодарі проводиться міжнародний театральний фестиваль «Добрий театр». З травня 1992 року — один з найяскравіших заходів, що відбувається у місті, проводиться раз на два роки. За час існування фестивалю на сцені ПК «Сучасник» — основній базі фестивалю — побували театри з Румунії, Німеччини, Швейцарії, Росії, Латвії, Білорусі й України.

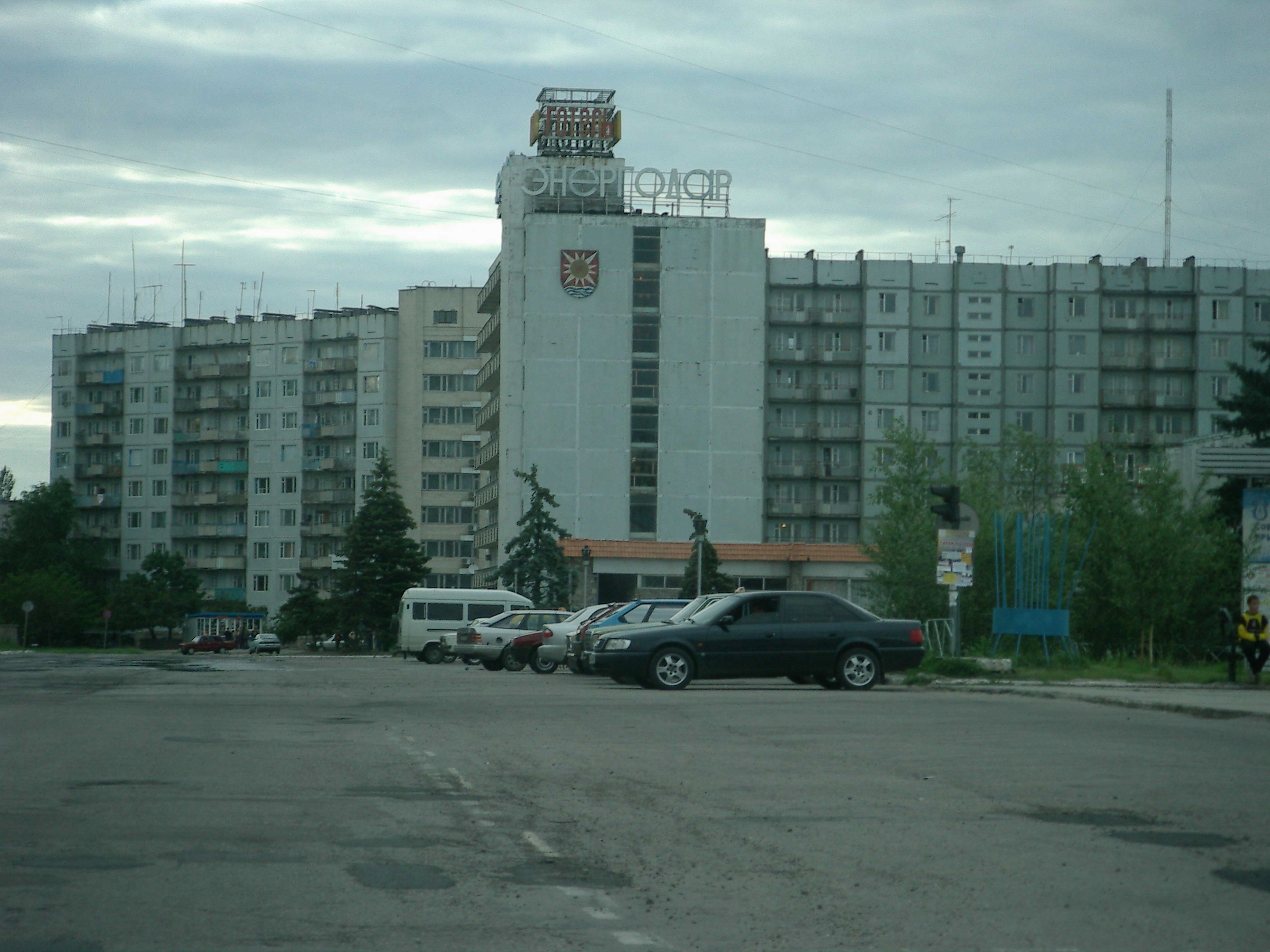
Готель «Енергодар»
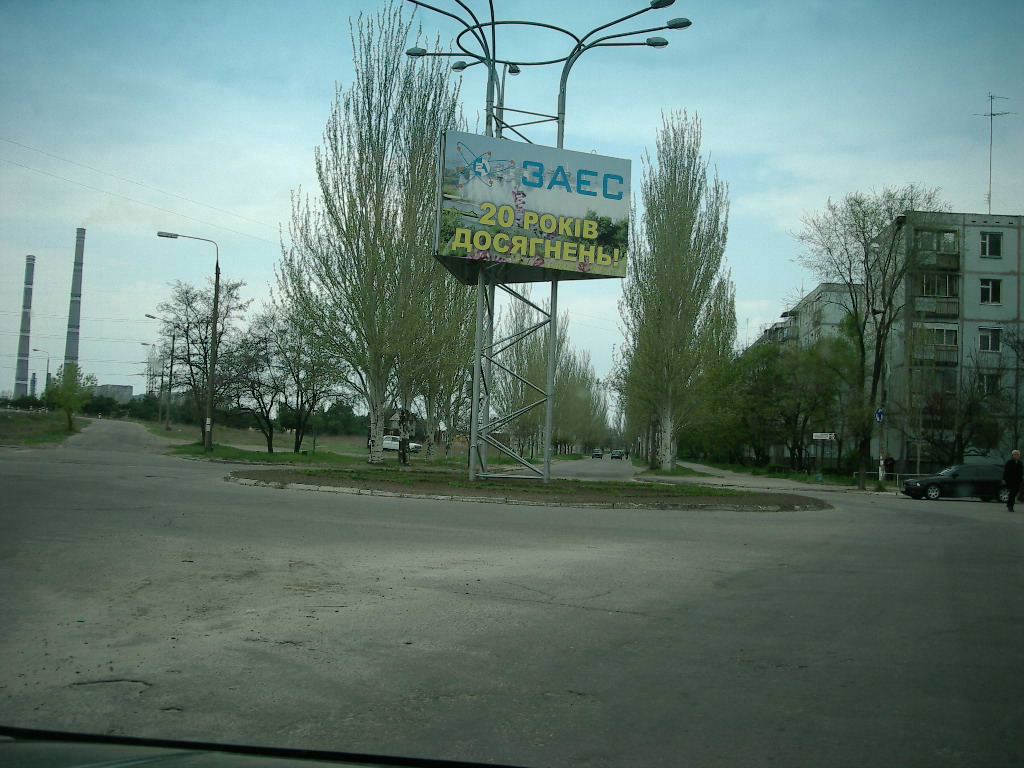
Алея троянд
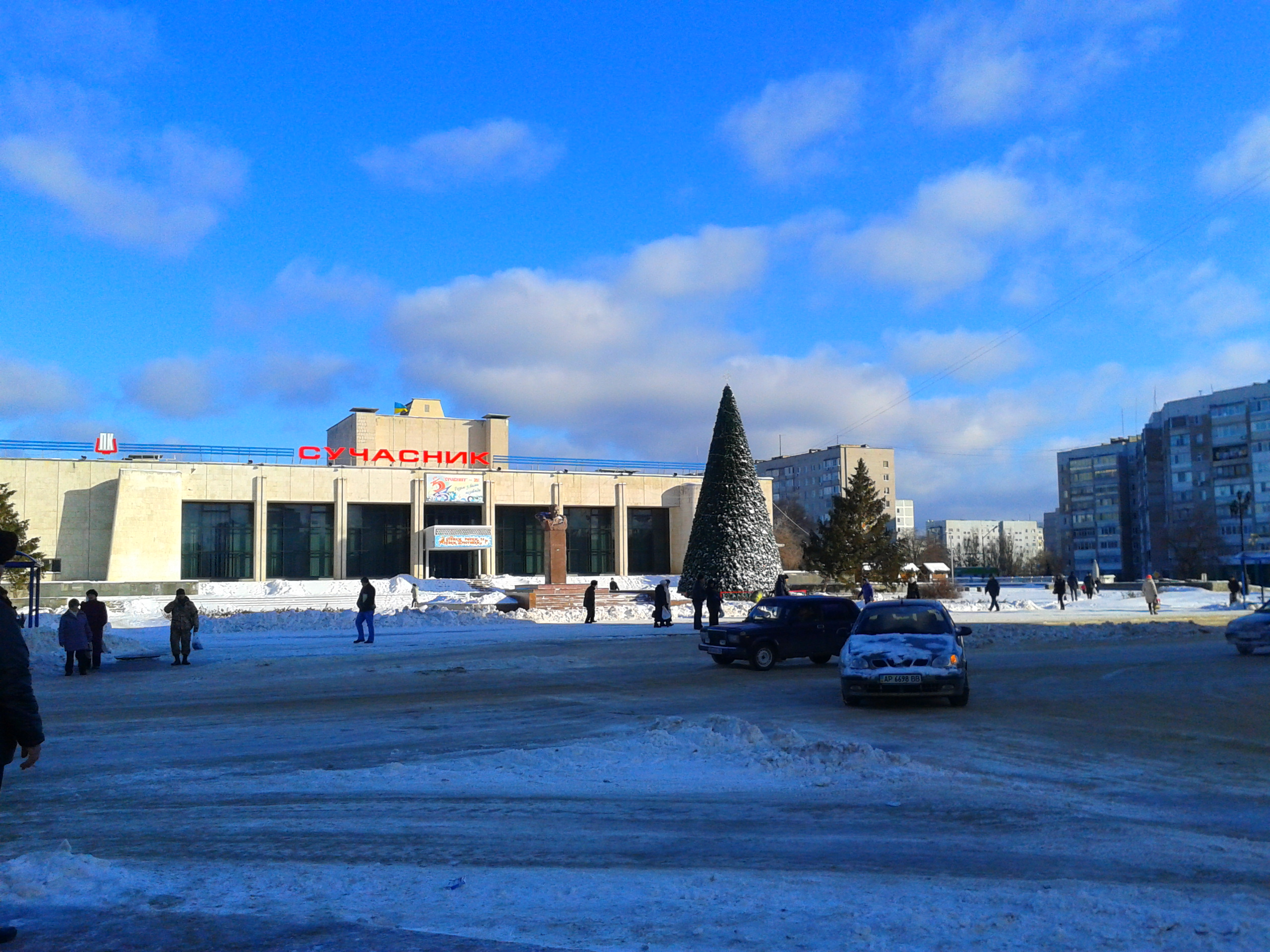
Палац культури «Сучасник» (2014)

У місті працюють народні колективи — народний хор «Червона калина», оркестр народних інструментів «Джерела», народний театр ПК «Сучасник» — лауреат багатьох фестивалів та конкурсів.

## Громадське життя
У місті зареєстровано 120 громадських і 80 організацій політичних партій.

## Засоби масової інформації
Енергодар.City [Архівовано 18 травня 2019 у Wayback Machine.] — міське інтернет-видання, запущене у грудні 2018 року за підтримки мережі міських сайтів The City.

## Освіта і наука
У місті працює 6 середніх шкіл: СШ №1, СШ №2, СШ №3, СШ №4, СШ №5, СШ №7 (6). Така кількість великих за розмірами шкіл повністю забезпечує потреби міста у шкільній освіті. На кожен мікрорайон є своя окрема школа.
У місті працює 15 дитячих садочків, у середньому на кожен мікрорайон приходиться 2-3 садочки. Причому, у мікрорайоні №6 немає жодного садочка, хоча за радянським проектом там мало бути 2 садочки, один з яких не добудували, а другий так і не почали споруджувати.
Ще з радянських часів у 3му мікрорайоні діє Дитяча Художня Школа та музична школа. 
У місті діє ЦПРПП (Центр професійного розвитку педагогічних працівників), що створили за незалежної України на основі дитячого садка №1.
Також у місті є заклад вищої освіти.  Повноцінний інститут- Енергодарський інститут державного та муніципального управління ім. Р. Г. Хеноха.

## Транспорт
У місті діє річковий порт, автовокзал, залізнична станція Енергодар та пасажирський зупинний пункт Енергодар Придніпровської залізниці, до якої щоденно курсують приміські поїзди сполученням Запоріжжя — Енергодар. У Енергодарі починається автошлях регіонального значення Р37 до Василівки.

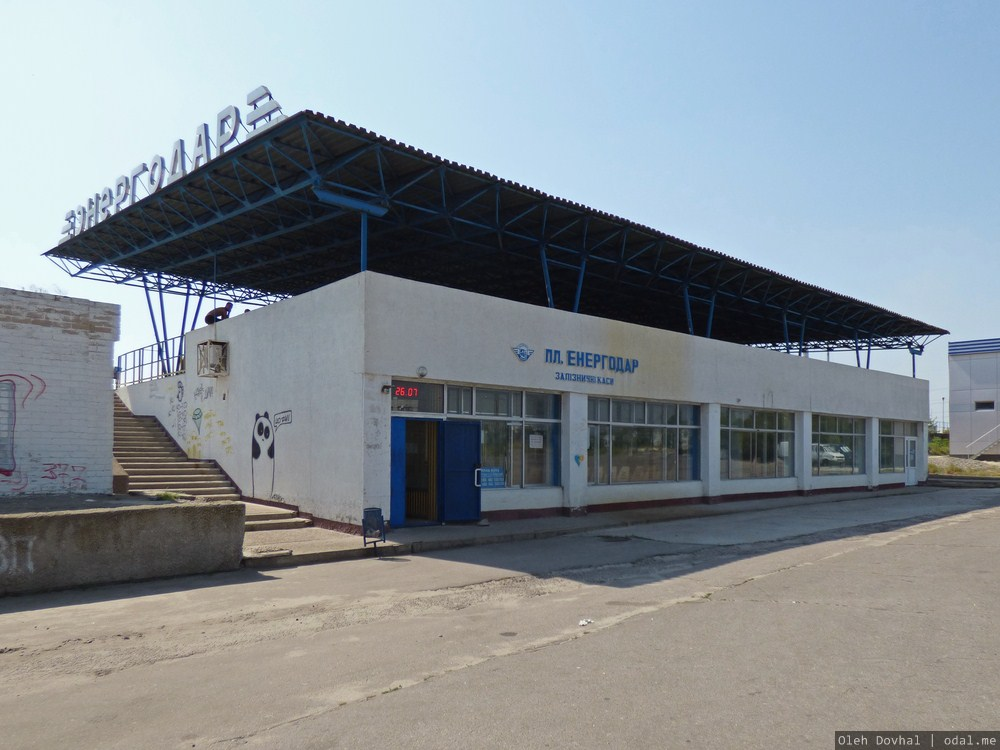
Залізнична станція Енергодар
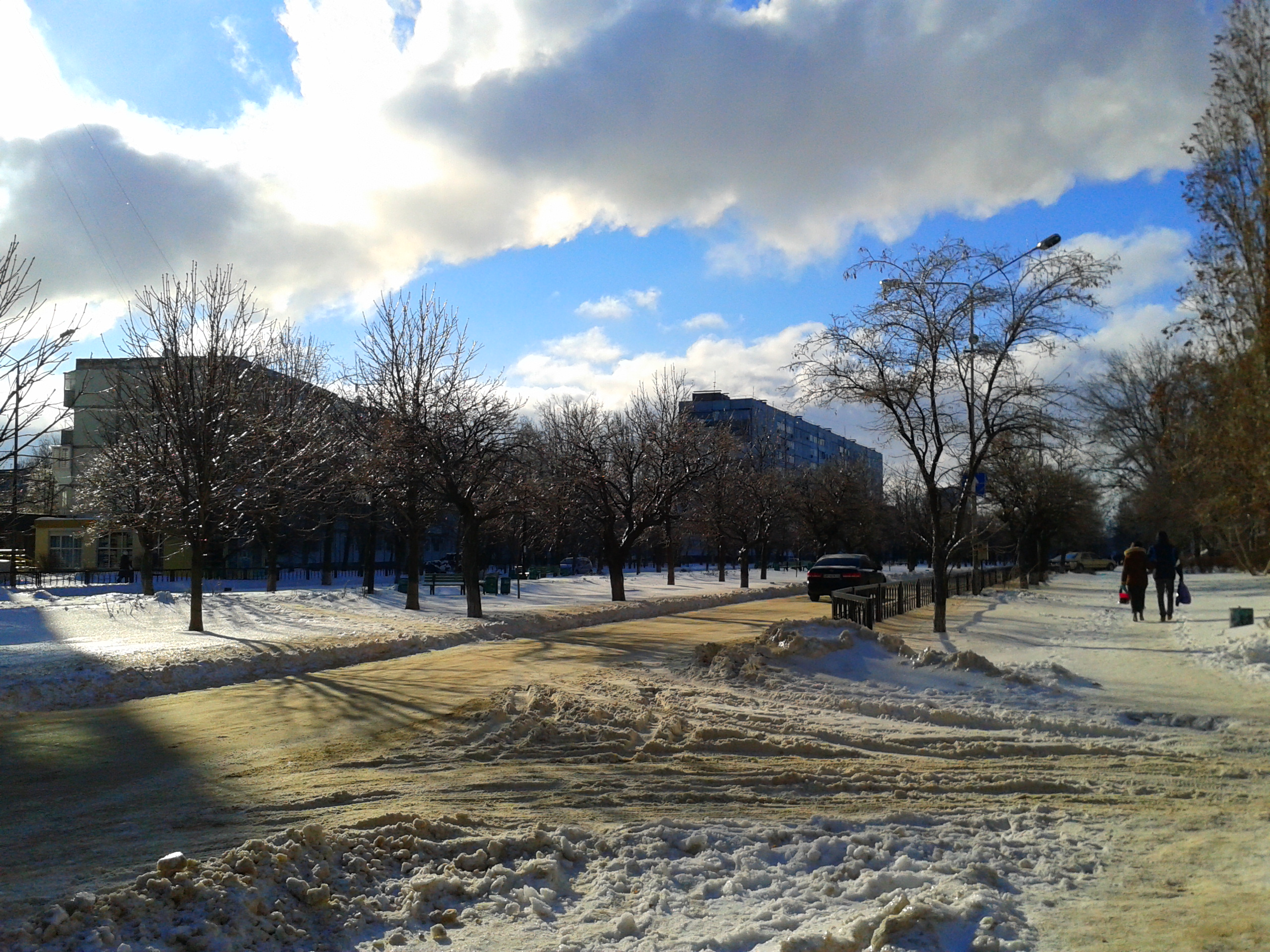
Проспект Енергетиків
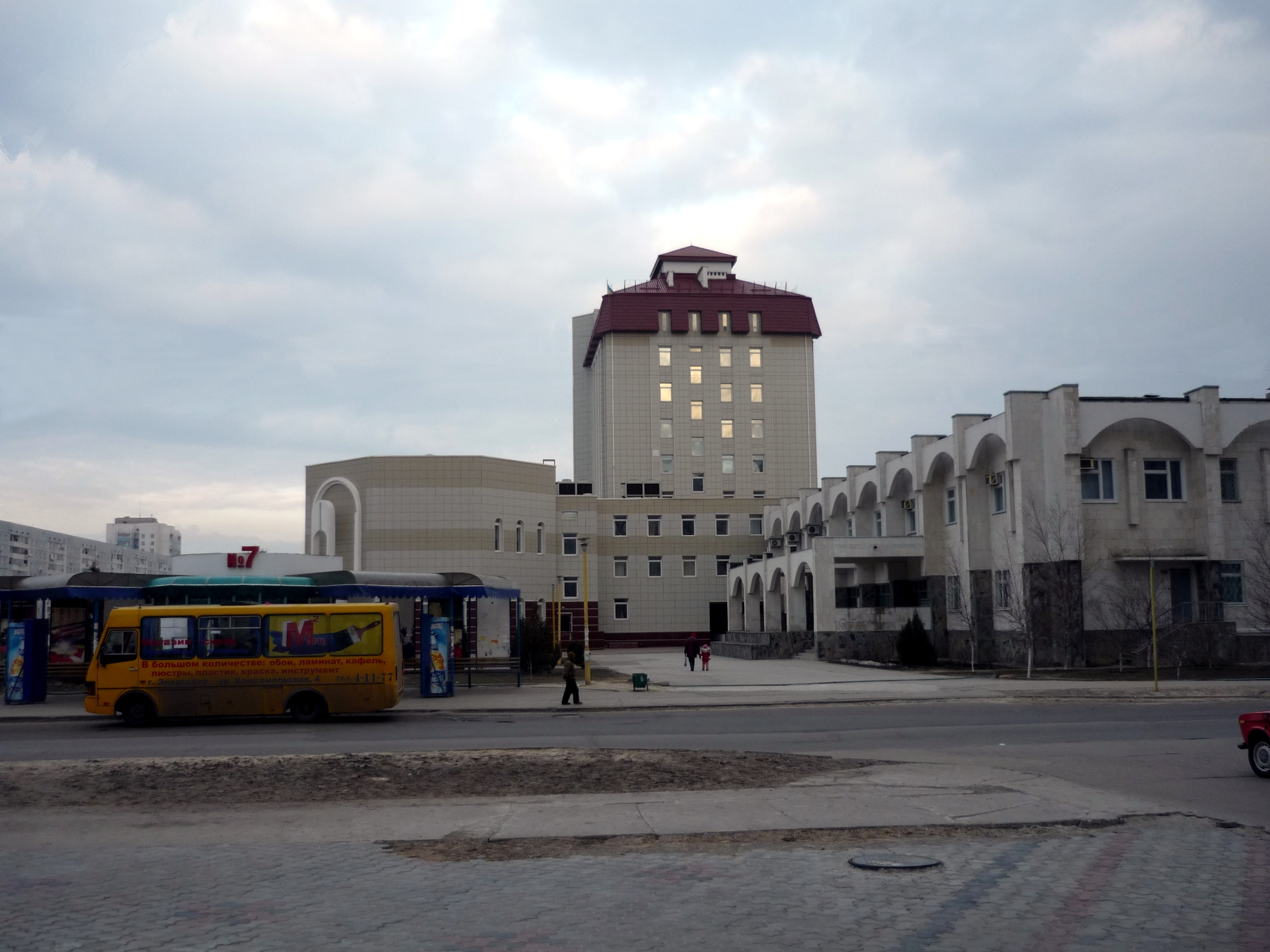
Мерія Енергодара
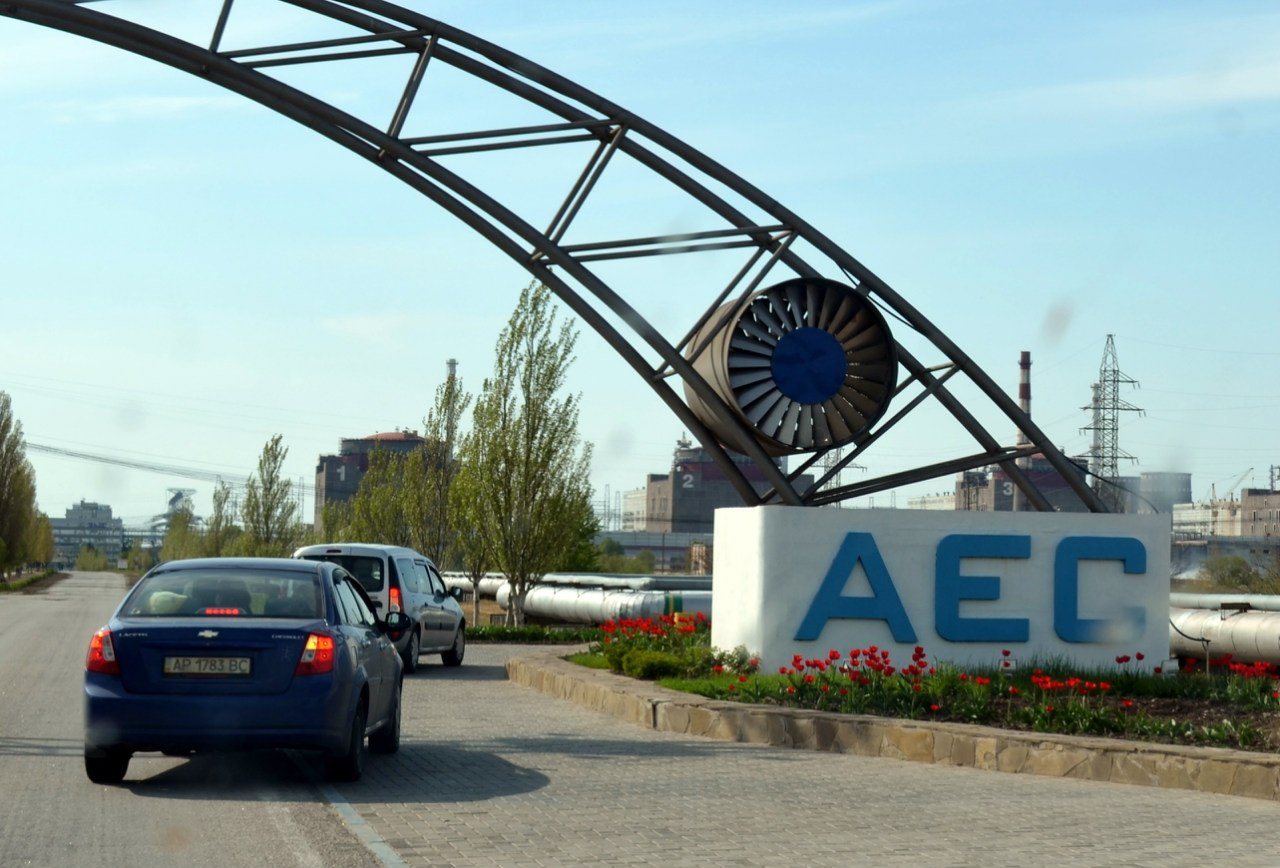
Краєвид на Запорізьку АЕС

## Спорт
Футбольна збірна команда міста Енергодара двічі ставала володарем Кубку Голови Запорізької облдержадміністрації: у 2013 та у 2020 роках. 20 травня 2013 року Енергодар у фіналі на стадіоні "Славутич-Арена" переміг збірну команду Комунарського району міста Запоріжжя з рахунком 10:2, а 18 жовтня 2020 року у фіналіЕнергодар з рахунком 3:2 обіграв команду Розівської ОТГ. Обидва матчі відбулися на центральному стадіоні області - "Славутич-Арена" у м. Запоріжжя. Звитяга енергодарців 2020 року стала поштовхом для створення ФК "Енергодар", який у 2021 році взяв участь у чемпіонаті Запорізької області з футболу "Прем'єр ліга".

## Особистості
- Бабак Людмила Петрівна (нар. 1998) — українська спортсменка, веслувальниця на байдарках.
- Бронніков Володимир Костянтинович — український політик, директор Запорізької АЕС.
- Бузаєв Володимир Микитович — заслужений тренер СРСР і України.
- Горескул Олена — українська шахістка, міжнародний гросмейстер.
- Ємець Євген Олександрович (1987—2022) — солдат Збройних Сил України, учасник російсько-української війни.
- Манзуля Володимир Романович — заслужений тренер України по боксу.
- Полулях Сергій Володимирович (1982—2014) — солдат Збройних сил України, учасник російсько-української війни.
- Сидоренко Валерій Петрович — український боксер у першій найлегшій ваговій категорії (до 48 кг).
- Сидоренко Володимир Петрович — український боксер, призер Олімпійських ігор, чемпіон світу 2001 року у найлегшій ваговій категорії.
- Топоркова Раїса Вікторівна — українська пауерліфтерка. Майстер спорту України міжнародного класу.